# Ahlsdorf (Schönewalde)
Ahlsdorf ist ein Ortsteil der amtsfreien Kleinstadt Schönewalde im Land Brandenburg und befindet sich ungefähr 2 Kilometer nördlich des Hauptortes, welchem außerdem der 3 Kilometer nordöstlich des Ortes liegende Gemeindeteil Hohenkuhnsdorf angeschlossen ist. Nördlich des Dorfes erheben sich die Ausläufer des Niederen Fläming.

## Geschichte
Die Ersterwähnung des Ortes erfolgte um 1380, als Algerstorff, benannt nach einer Person mit dem Namen Coppe von Algerstorff. Im Unterschied zu anderen gleichnamigen Orten wurde Ahlsdorf gelegentlich als Wendisch Ahlsdorf oder Ahlsdorf bei Schweinitz bezeichnet.
Ahlsdorf war einst ein eigenständiges Pfarrkirchdorf mit einem Rittergut sowie einem eigenen Patrimonialgericht. 1459 gehörte der Ort unter dem Namen Ahlsdorp slavia zur Propstei Jüterbog und lag im Amtsbereich des kursächsischen Amtes Schweinitz. 1709 war Ahlsdorf Fideikommissgut der Familie von Seyffertitz unter Anton Friedrich von Seyffertitz, dessen Bruder Joachim Hennig von Seyffertitz es 1736 an Adolf Reichsfreiherr von Seyffertitz vererbte. Dieser war 1711 gemeinsam mit vier Brüdern von August dem Starken in den Reichsfreiherrenstand erhoben worden. Mit den Ergebnissen des Wiener Kongresses wurde Ahlsdorf 1816 Teil des Kreises Schweinitz. Die Historie der Freiherren von Seyfferitz vor Ort ging mindestens bis 1832.
1822 befanden sich hier 28 Häuser mit 256 Einwohnern.
Im Jahre 1858 kaufte der preußische Justizrat und Rechtsanwalt am Ober-Tribunal zu Berlin Johann Georg Siemens das Rittergut, das sich bis 1945 im Familienbesitz befand. Anfang des 20. Jahrhunderts ließ Elise Görz, Tochter des Joseph Görz,  die Schwiegertochter von Johann Georg und Witwe von Georg von Siemens, im Ort die Kirche umbauen und half eine Schule zu errichten, an welcher sie selbst auch unterrichtete. Weiterhin wurden der Park neu gestaltet und Unterkünfte für Landarbeiter geschaffen. Im Jahre 1909 wurde ein öffentlicher Kindergarten eingerichtet. Um 1922 war Elise von Siemens, geborene Görz (1850–1938), als Witwe auch die Gutsbesitzerin auf dem Rittergut mit 433 ha, verwaltet von Administrator Saage. Dieser verwaltete auch die Besitzungen um Gutshaus Reinsdorf mit Rittergut Nonnendorf im Kreis Jüterbog-Luckenwalde.
Mit der Teilung des Landkreises Schweinitz 1952 wurde Ahlsdorf Teil des Kreises Herzberg. Seit 1993 gehört der Ort zum Landkreis Elbe-Elster, im Süden Brandenburgs.
Am 31. Dezember 1998 bildete Ahlsdorf zusammen mit Brandis und Stolzenhain die neue Gemeinde Heideeck, die 2001 nach Schönewalde eingemeindet wurde. Ein Dorfgemeinschaftshaus wurde am 13. Dezember 2002 eingeweiht.

## Sehenswürdigkeiten
- Schloss Ahlsdorf: Zu dem 1709 erbauten Schloss gehört ein 15 ha großer Park, in dem sich seltene Bäume und Sträucher befinden. Außerdem befindet sich hier eine Gruft derer von Siemens, die 1994/95 restauriert wurde, die sogenannte Flüsterbank, sowie ein aus Holz gefertigtes und mit reichlichen Schnitzereien versehenes Teehaus. Das Gebäude befindet sich im Privatbesitz; die Parkanlage ist für Besucher zugänglich.
- Die Patronatskirche Ahlsdorf ist eine Feldsteinkirche aus dem Ende des 14. Jahrhunderts. Ab 1710[9] wurde sie im Auftrag von Anton Friedrich v. Seyffertitz und Joachim Hennig v. Seyffertitz mit noch heute erhaltener barocker Ausstattung versehen, 1717 ein quadratischer Westturm mit geschweifter Haube und Laterne angebaut. Im August 2011 brachen mehrere Dachbalken und stürzten vor den Altar, die Kirche war daher für längere Zeit für Besucher gesperrt und ist im Jahr 2020 wieder geöffnet.
- Fachwerkkirche mit nebenstehendem Glockenturm aus dem Jahr 1732 in Hohenkuhnsdorf
- Eine 800-jährige denkmalgeschützte Winterlinde mit einem Stammumfang von 6,40 m, die zur Erhaltung des Denkmals ausgemauert wurde, befindet sich im Gemeindeteil Hohenkuhnsdorf.

## Persönlichkeiten
- Otto Freiherr von Seyffertitz, kgl. preuß. Kreisgerichtsrat in Kyritz, 1832 in Ahlsdorf geboren[10]

## Bilder

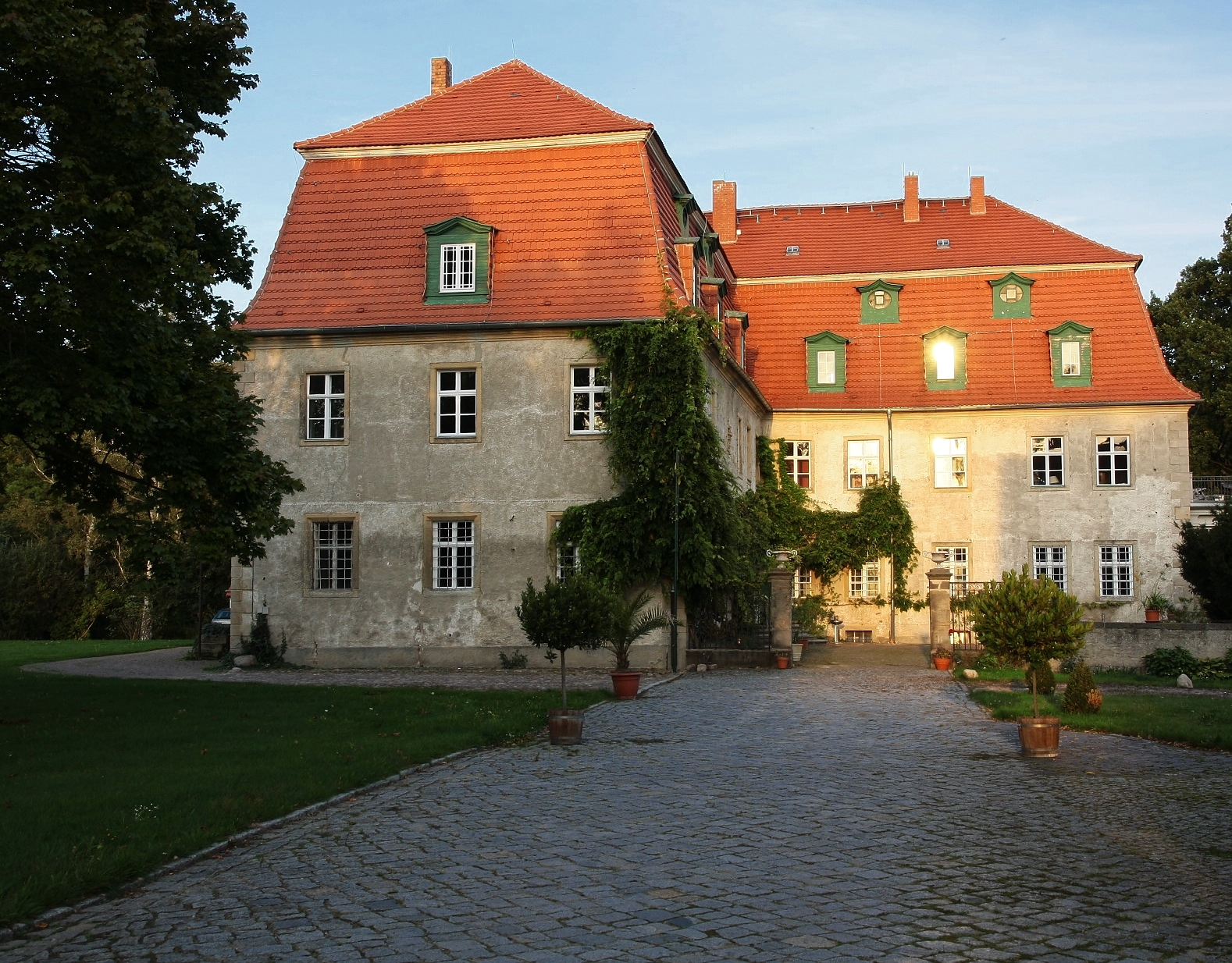
Schloss Ahlsdorf
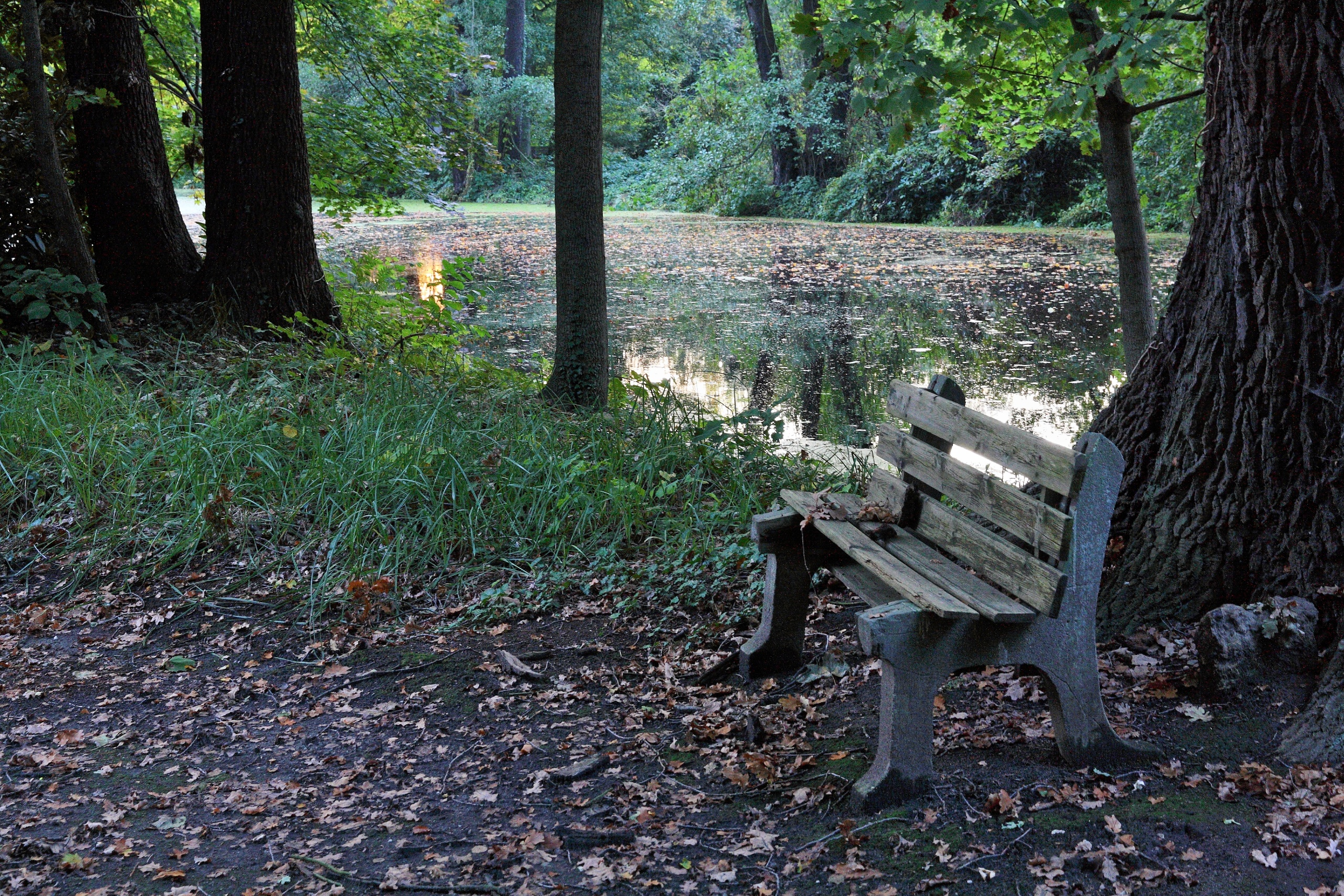
Im Schlosspark Ahlsdorf
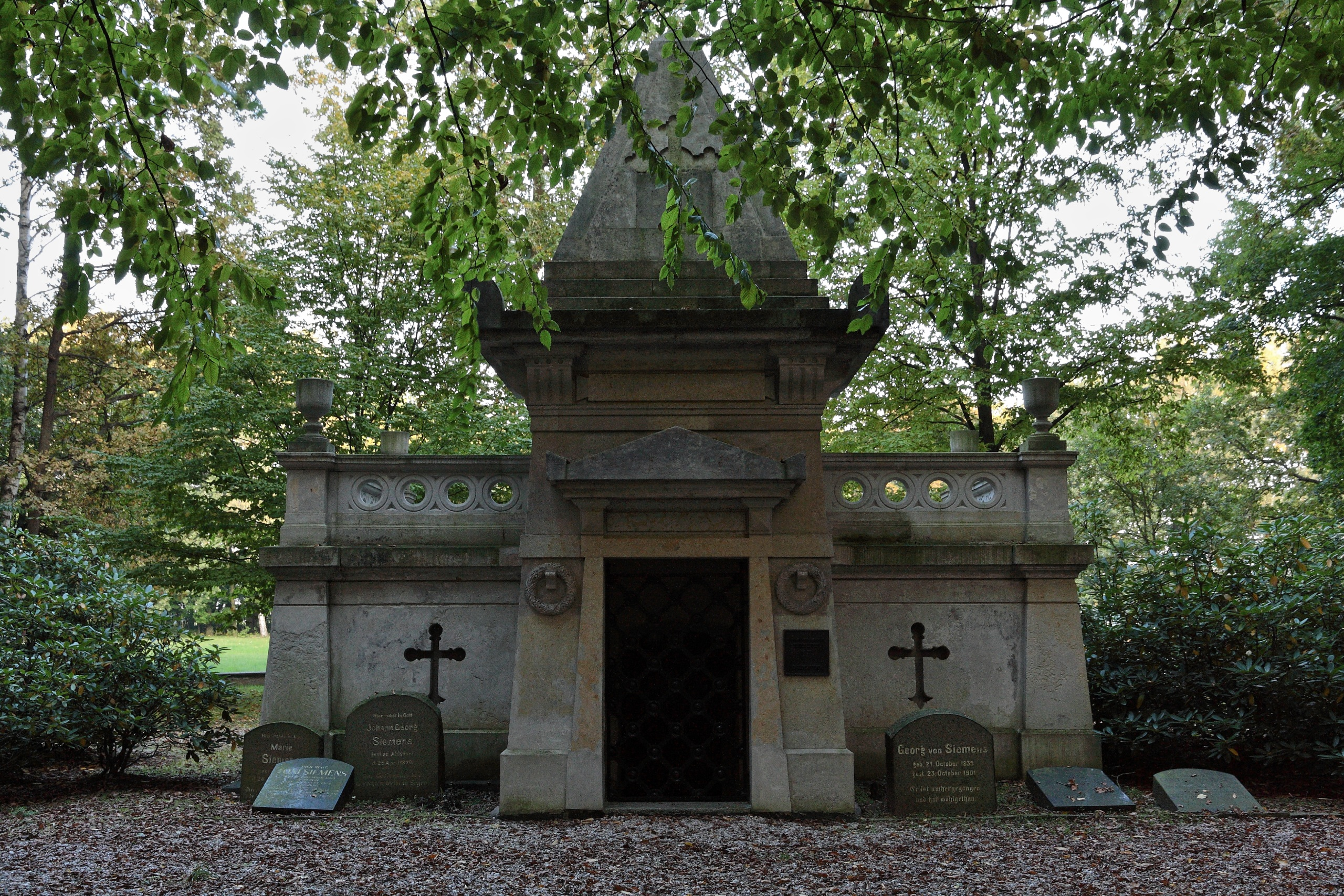
Siemensgruft in Ahlsdorf
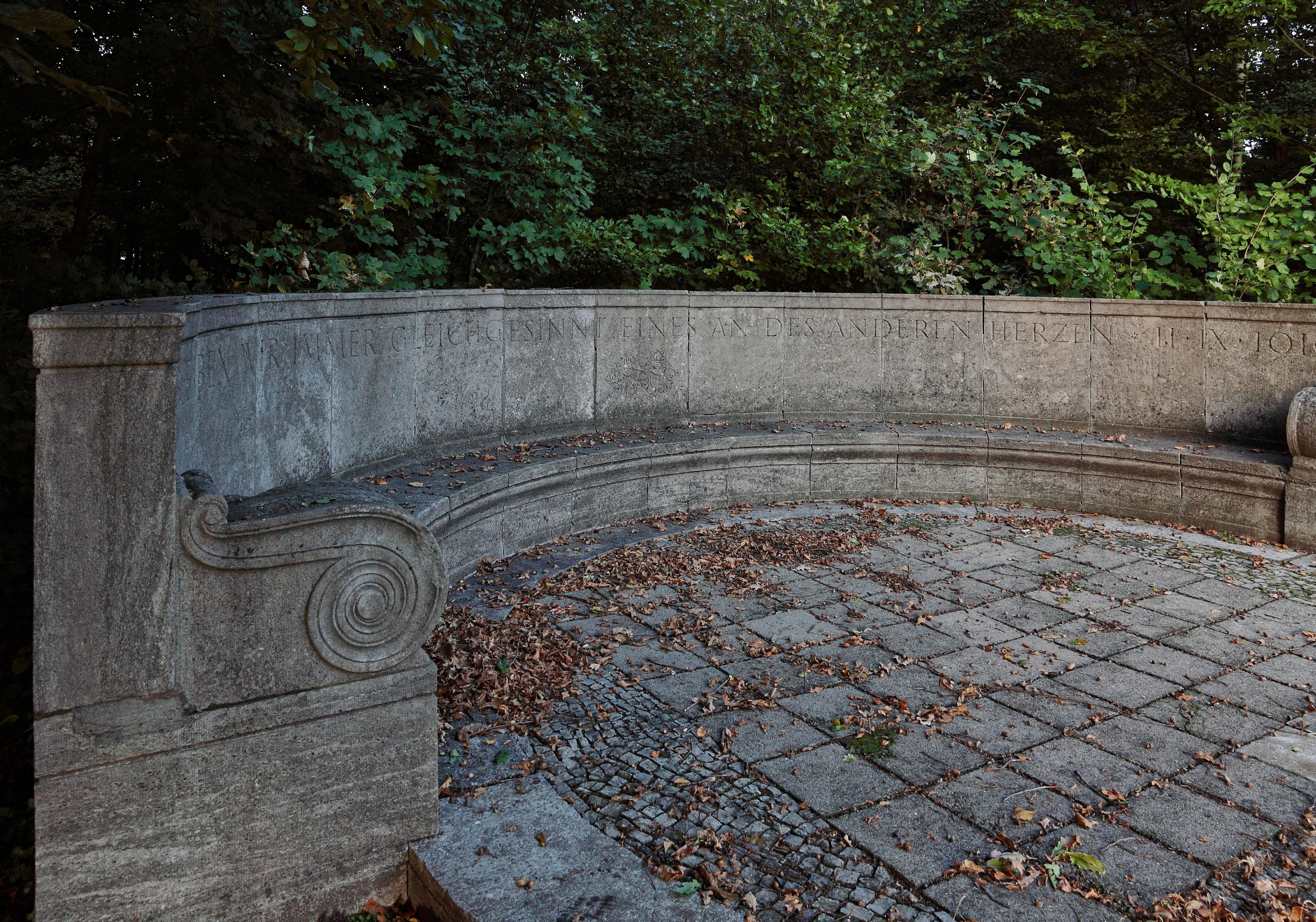
Flüsterbank in Ahlsdorf
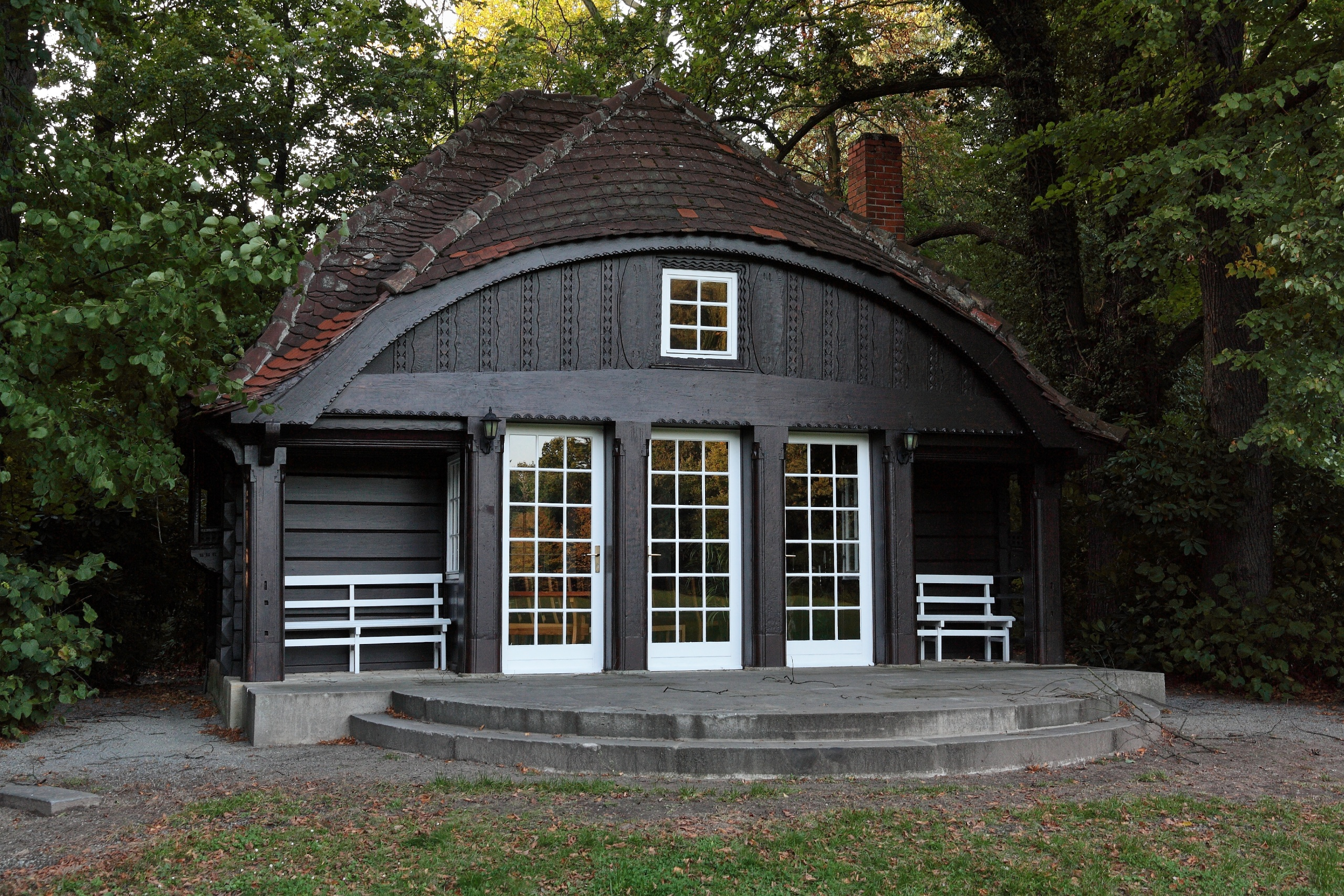
Teehaus Ahlsdorf
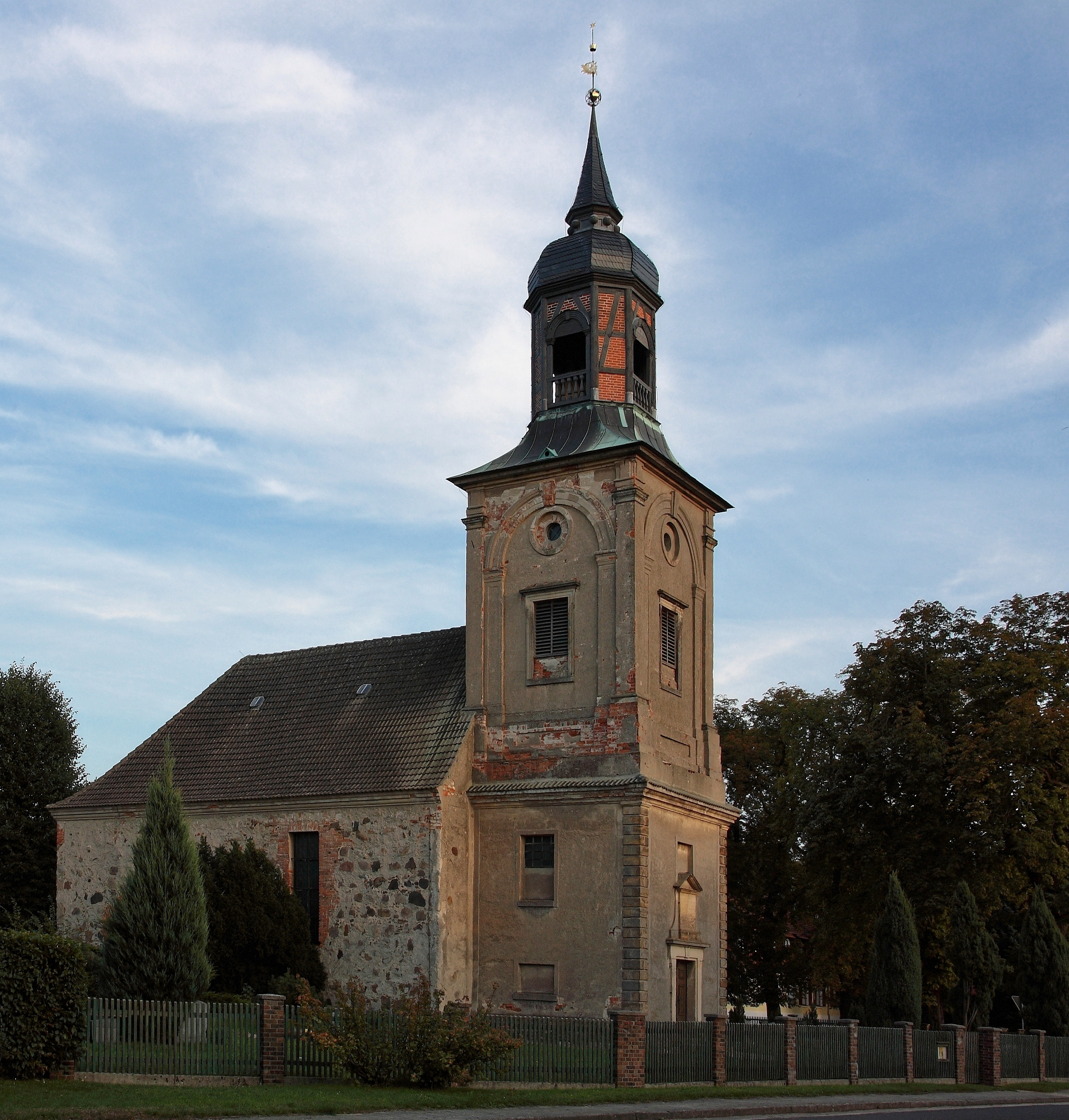
Kirche Ahlsdorf
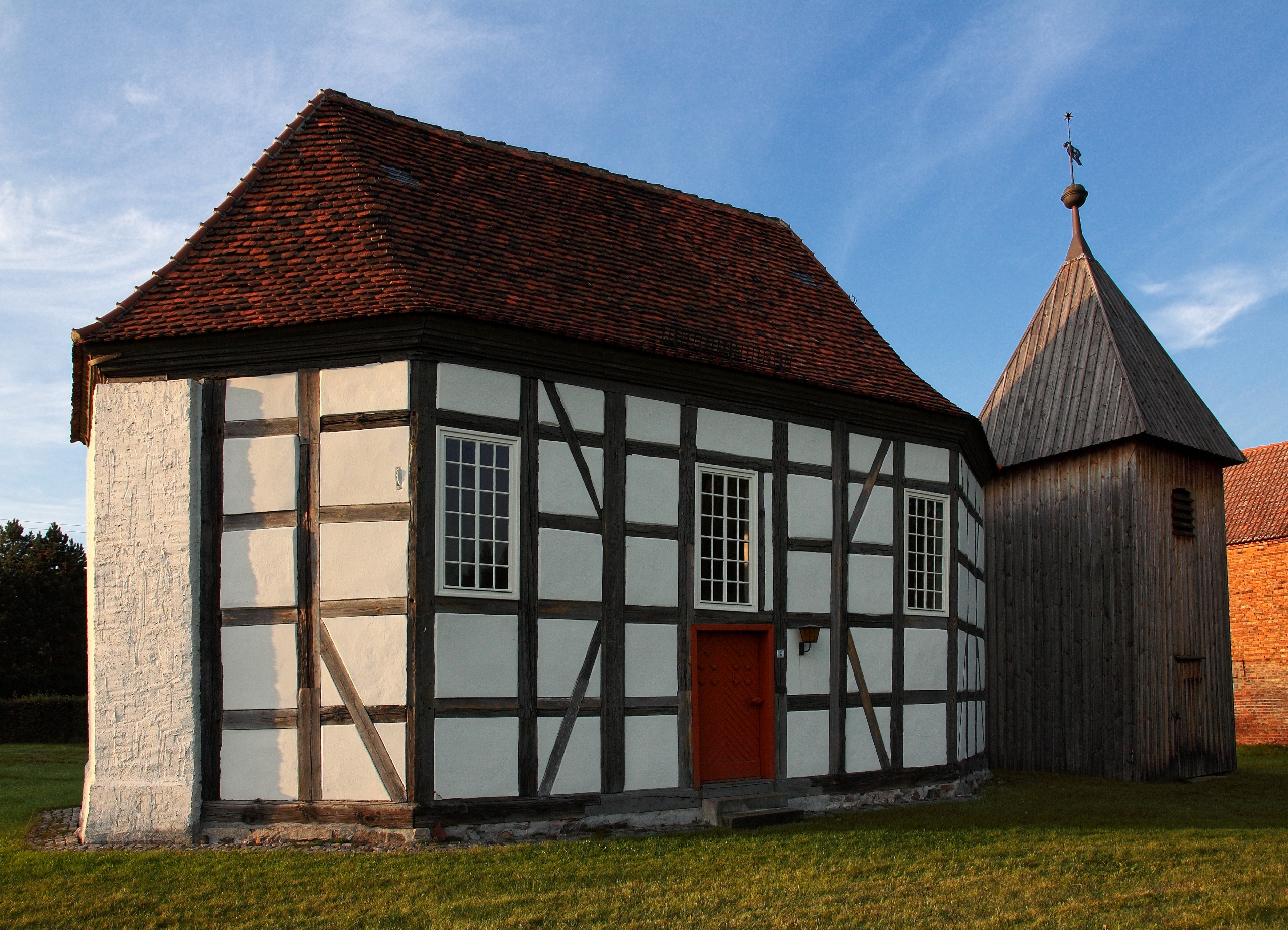
Kirche Hohenkuhnsdorf
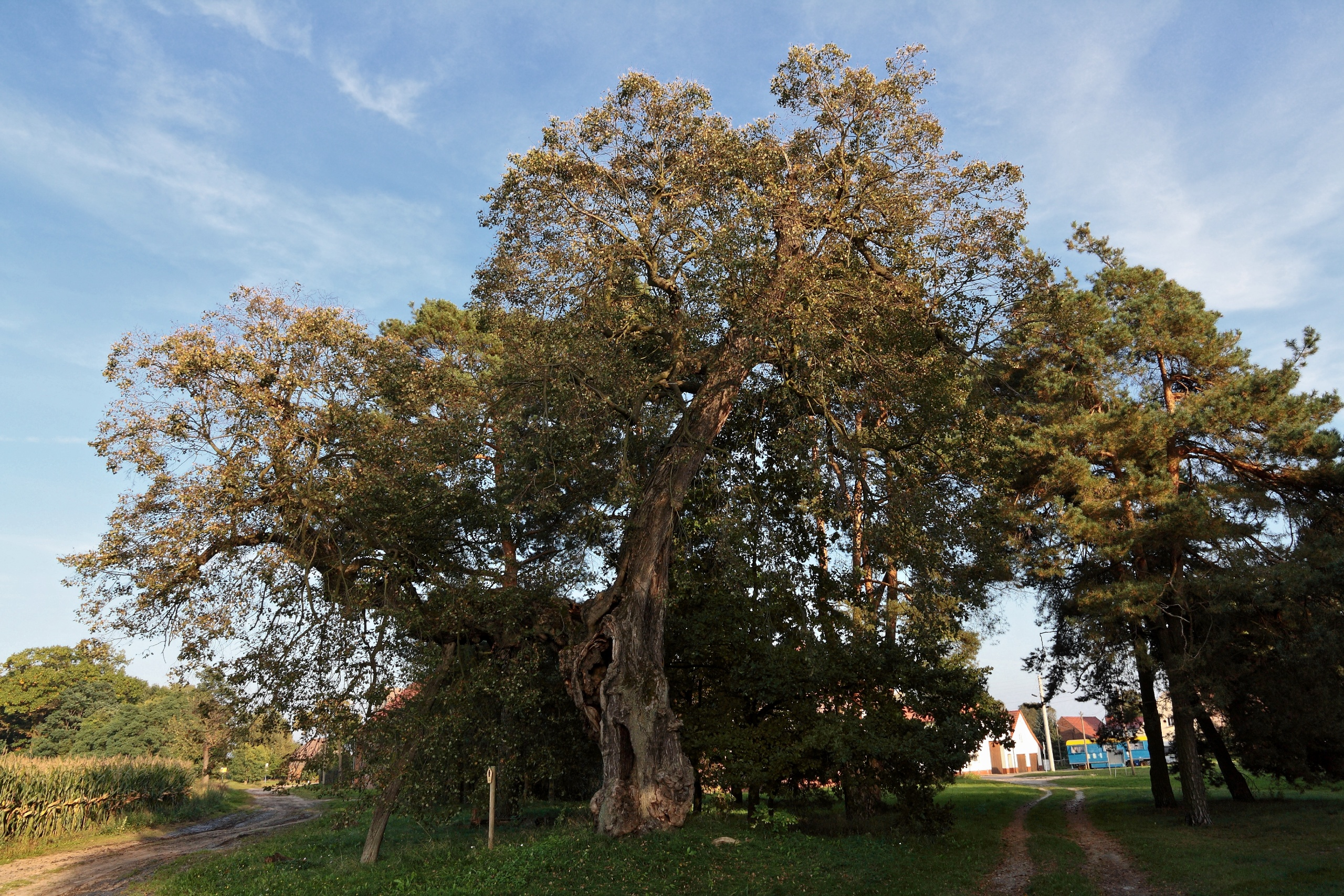
800-jährige Linde Hkd.